# Gigantone

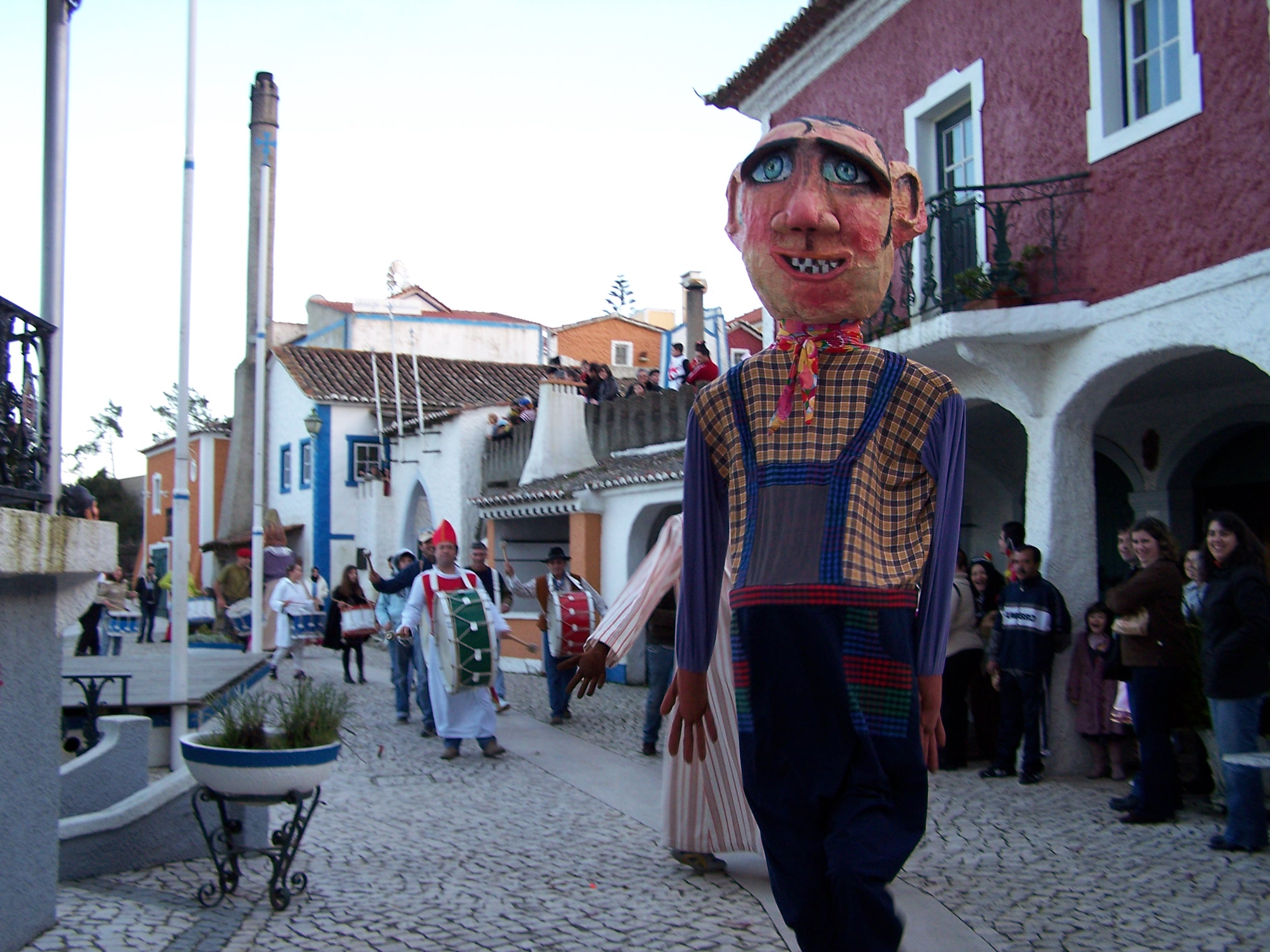
Gigantone no cortejo de carnaval da Aldeia Típica de José Franco, Mafra.

Gigantone é um boneco de figura humana com 3,5 a 4 metros de altura, típico das festas populares portuguesas, romarias e cortejos de carnaval. O boneco tem uma estrutura que permite ser “vestido” e manuseado por uma pessoa no seu interior. A cabeça de grandes dimensões, feita de pasta de papel, e o resto da estrutura podem atingir trinta quilos, peso suportado pelos ombros do manuseador e que faz com que a amplitude de movimentos do boneco seja limitada. 
Os gigantones não aparecem sozinhos, mas em par ou grupos de casais, envergando trajes de cerimónia ou populares, e desfilando ao ritmo de música tocada por zés-pereiras.  Podem ser acompanhados por cabeçudos, bonecos mais pequenos (tamanho de uma pessoa) com uma cabeça enorme e desproporcional relativamente ao corpo. A cabeça, também feita em pasta de papel, é usada como uma espécie de capacete, e as roupas são mais informais e coloridas que as dos gigantones, podendo mesmo personificar monstros ou demónios. Com maior liberdade de movimentos que os gigantones, os cabeçudos dançam e movimentam-se alegremente como um rancho de filhos ou uma corte animada ao seu redor. No Minho também são conhecidos por almajonas ou armazonas.

## História

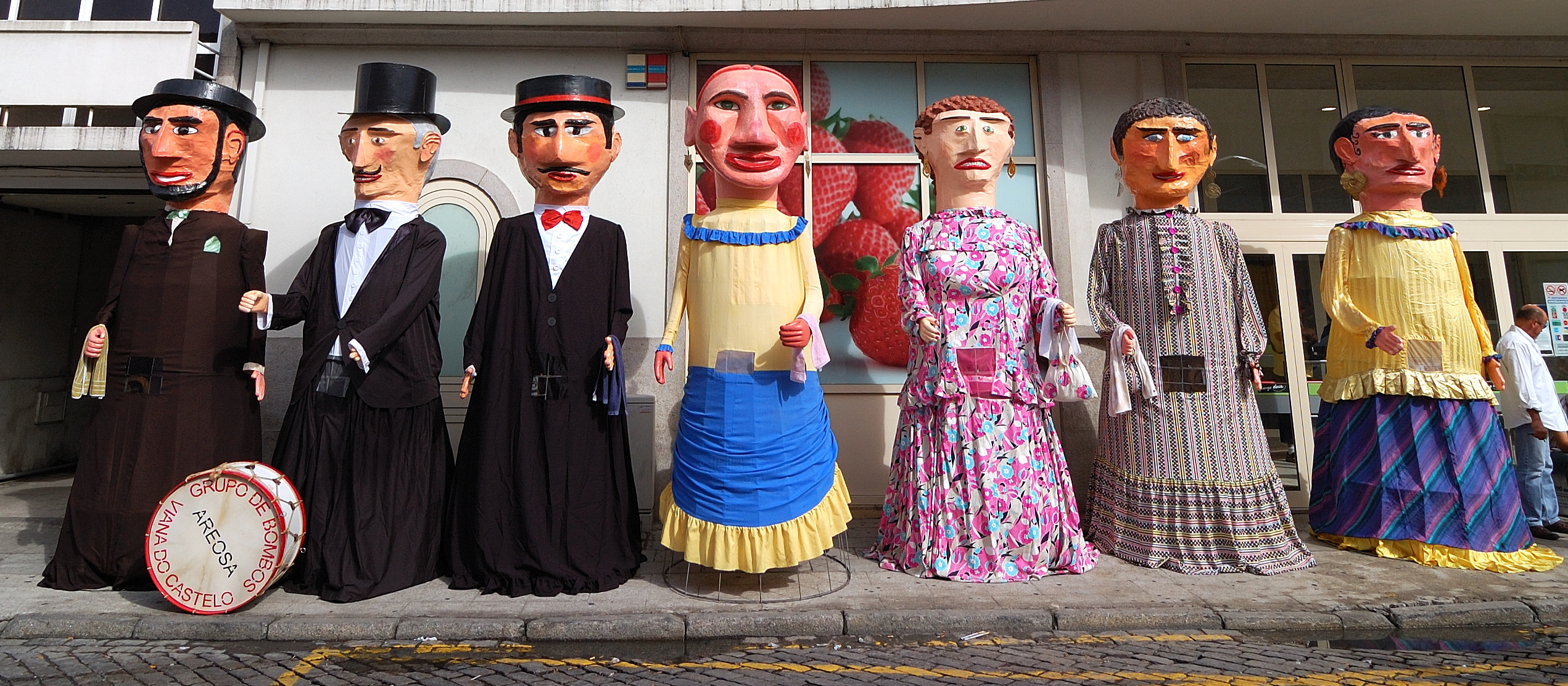
Gigantones em Viana do Castelo

O registo, em território nacional, mais antigo onde é referido um gigante processional tem a haver com a procissão do Corpo de Deus de Évora de 1265, simbolizando, juntamente com a serpente, o demónio e o dragão, os vícios que Cristo Sacramentado tinha vencido. De resto são abundantes as referências, ao longo dos séculos, que registam a sua grande popularidade no nosso país. 
De notar que, erroneamente no Norte do país, se tem associado a introdução do gigantone em Portugal vindo da Galiza nos fins do séc. XIX, princípios do séc. XX. 